# Lompobatang
Der Lompobatang oder Moncong Lompobatang ist ein 2874 m hoher erloschener Vulkan auf der indonesischen Insel Sulawesi. Er liegt rund 80 Kilometer südöstlich von Makassar in der Provinz Sulawesi Selatan im Bezirk (Kabupaten) Gowa. Der Berg steht weltweit an 116. Stelle bezüglich seiner Prominenz. Auf dem etwas niedrigeren Nebengipfel Puncak Kohbang / Ko’bang (2870 m) befindet sich der Legende nach Platz das Grab eines Königs von Gowa.